# 枝尾賢
枝尾 賢（えだお まさる、1982年1月2日 - ）は、福岡県出身の競艇選手。登録番号4148。身長164cm。血液型A型。89期。福岡支部所属。妻に元競艇選手の森永愛（登録番号4135）、同期に梶野学志、石塚久也、川口貴久らがいる。

## 来歴
- 2001年11月20日、福岡競艇場でデビュー予定だったが練習中に負傷したため、デビューが同期より遅かった。
- 2007年1月23日、大村競艇場での「G1第21回新鋭王座決定戦競走」でG1初出場。
- 2009年7月25日、尼崎競艇場での「第2回WEB競艇TV杯」4日目12Rで、1周目第2ターンマークを旋回中に大きく流れて消波装置に激突して落水（奇しくも2004年3月28日、同じ尼崎競艇場で同じ事故状況で中島康孝（85期・登録番号4029）が亡くなっている）、骨折する重傷を負って半年間の欠場を余儀なくされたが翌年2月に復帰した。
- 2010年4月18日、鳴門競艇場での「大型映像導入6周年記念競走」で初優勝（優出31回目）。
- 2010年7月27日、芦屋競艇場での「外向発売所アシ夢テラスオープン記念」で妻の森永愛が引退。直接対決こそ無かったものの、同じ斡旋となった。
- 2011年12月13日、福岡競艇場にて行われた第58回九州地区選手権においてG1初優出（6号艇）、大外回りとなったが瓜生正義に次ぐ2着となった。
- 2019年9月29日、江戸川競艇場において開催された開設64周年記念競走を制し、初のG1を獲得。